# シクスト・エンリケ・デ・ボルボン＝パルマ
シクスト・エンリケ・デ・ボルボン＝パルマ・イ・ボルボン＝ブセ（スペイン語: Sixto Enrique de Borbón-Parma y Bourbon-Busset, 1940年7月22日 - ）は、イタリアの旧諸侯パルマ公爵家の子孫。スペインのカルリスタの一部により、カルリスタ王家の摂政（1977年 - ）と見なされている。イタリア語名はシスト・エンリコ・ディ・ボルボーネ＝パルマ（Sisto Enrico di Borbone-Parma）、フランス語名はシクスト＝アンリ・ド・ブルボン＝パルム（Sixte-Henri de Bourbon-Parme）で、カルリスタ王家の成員としてアランフエス公爵（スペイン語: Duque de Aranjuez）の儀礼称号を名乗る。

## 経歴
ボルボーネ＝パルマ公子サヴェリオ（グザヴィエ/ハビエル）と、その妻のブルボン＝ビュッセ伯爵令嬢マドレーヌの間の次男（第6子）として生まれた。父は1936年にカルリスタ正統系の最後の当主サン・ハイメ公アルフォンソ・カルロスによって後継者に指名され、シクストの誕生時はカルリスタの摂政を務めていた。1952年、父は正式にカルリスタ王位請求者への就任を宣言した。シクストはベネディクト会、マリア会、キリスト兄弟会などの宗教学校で厳格なカトリック教育を受け、またスペイン人家庭教師にも教育された。長じて法学、経済学、古典および現代文学を学んだ。
1964年に父によってアランフエス公に叙爵され、翌1965年に「エンリケ・アランフエス（スペイン語: Enrique Aranjuez）」の登録名でスペイン外人部隊に所属した。同年5月2日の入隊式に際してはスペイン国旗に便宜的に忠誠を誓うことのみを求められ、自らの（カルリスタとしての）政治信条を問われることはなかった。
父サヴェリオの後継者は兄カルロス・ウゴだったが、カルロス・ウゴはチトー主義を信奉する社会主義的な思想の持ち主であり、伝統派・守旧派の価値観を代表するカルリスタの政治運動を、自主管理社会主義・連邦主義を基盤とした君主制を目指すシンクレティックな性格に変えようとした。シクストは兄の政治姿勢に反発し、1977年に父が死去するとカルリスタ伝統派の支持を受けてカルリスタの摂政に就任することを宣言し、母マドレーヌもシクストの側についた。父サヴェリオは2人の息子のどちらにカルリスタの指導者の座を譲るか態度をはっきり示さないまま世を去っており、カルロス・ウゴとシクストの双方の側に後継者指名の文書が存在していた。
カルロス・ウゴは1979年、フアン・カルロス1世治世下のスペインに帰化する際に自らの王位請求を取り下げ、支持母体のカルリスタ党からの脱退を宣言したが、2003年に王位請求者への復帰を宣言した。2010年にカルロス・ウゴが死去すると、その長男カルロス・ハビエルがその後継者となった。これに対し、伝統主義派とカルリスタ伝統主義派の2つの政治勢力は、シクスト・エンリケをカルリスタが支持する正統な摂政だと見なしている。シクストの支持者の中には彼を国王「シクスト・エンリケ1世（スペイン語: Sixto Enrique I）」と呼ぶ者もいる。しかしシクスト本人は兄や甥からカルリスタの王位を奪う権利はないと考えており、甥のカルロス・ハビエルがカルリスタ伝統派の価値観を受け容れてその指導者となるまでの暫定的な地位として、自分が摂政を名乗るという認識を持っていると説明している。ただし、シクストは支持者から「国王万歳（¡Viva el Rey!）」の歓呼を受けても、これを拒絶することはない。
シクストはその政治信条から、伝統的カトリック信徒や極右政治家との関わりが深い。1988年6月30日に聖ピオ十世会のマルセル・ルフェーブル大司教がスイスのエコンで4人の司教を叙階した際、この叙階式に同席していた。フランス大統領選挙では国民戦線党首だったジャン＝マリー・ル・ペンを支持してきた。2001年1月に旅行先のアルゼンチンで交通事故に遭遇して重傷を負い、それ以来歩行が困難になったこともあって積極的に表舞台に出ることは少なくなった。現在は母の実家から相続したリニエール城で暮らしている。
2010年、日本の現代美術家村上隆がヴェルサイユ宮殿で開いた作品展の中止命令を出すよう裁判所に申請した。シクストは村上の強烈な色彩の作品展示は、宮殿のかつての主である自分の先祖の記憶を汚すものであり、フランス文化を冒涜していると抗議した。